# ТЕЦ Бельсько-Полноц
ТЕЦ Бельсько-Полноц – теплоелектроцентраль на півдні Польщі у місті Бельсько-Бяла.

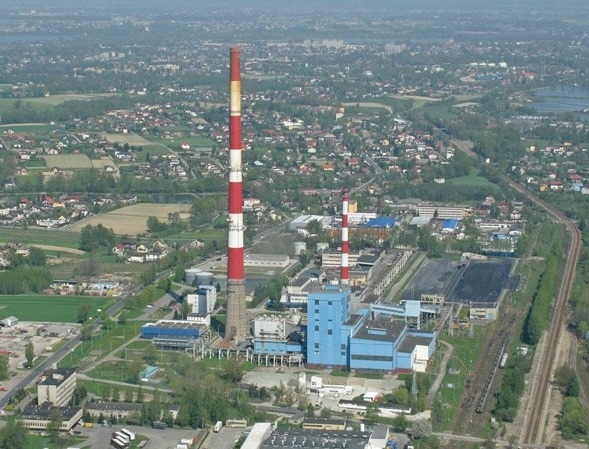

У 1975 році для забезпечення тепловою енергією Бельсько-Бяльського автомобільного заводу та житлових кварталів на півночі міста (а також прилеглого містечка Чеховіце-Дзедзіце) ввели в експлуатацію котельню, яка в подальшому перетворилась на ТЕЦ Бельсько-Полноц або Бельсько-Бяла-2 (ЕС-2). Вона мала п'ять котлів: три парові на мазуті та два вугільні водогрійні. 
У 1997-му на майданчику звели енергоблок типу BC50, який обладнали вугільним котлом з циркулюючим киплячим шаром OFz-230, постаченим компанією Rafako (Рацибуж). У ньому також встановили теплофікаційну турбіну 13CK55 потужністю 55 МВт ельблонзької філії концерну ABB (до 1990-го носила назву Zamech). Після цього відмовились від водогрійних та одного парового котлів, проте продовжили використовувати два парові котли OO-70 потужністю по 44,4 МВт (виробництва компанії Sefako з Сендзішува). У такій конфігурації загальна теплова потужність ТЕЦ становила 201,4 МВт.
Для видалення продуктів згоряння призначений димар висотою 225 метрів.